# Бен-Ами, Овед
Овед Бен-Ами (ивр. עובד בן-עמי‎, фамилия при рождении Данкнер, דנקנר‎; 23 июля 1905, Петах-Тиква — 17 октября 1988) — израильский предприниматель, журналист и политик. Бен-Ами, бывший одним из пионеров развития израильской алмазообрабатывающей промышленности, был также одним из основателей поселений-мошавот Нетания (впоследствии город) и Эвен-Йехуда и первым мэром Нетании, впоследствии неоднократно переизбираясь на этот пост. В 1950-е годы по поручению правительства Израиля стал одним из основателей частной компании, на которую было возложено развитие нового города Ашдод.

## Биография
Овед Данкнер родился в 1905 году в Петах-Тикве в семье Меира-Матитьяху и Шошаны Данкнер. Его отец, фермер и ремесленник, входил в число первых жителей Петах-Тиквы, а мать была активисткой поселенческого движения БИЛУ. Мальчик получил традиционное еврейское образование в талмуд-тора, затем учился в школе «Нецах-Исраэль» и в школе организации ПИКА в Петах-Тикве. В детстве и юности участвовал в работе различных молодёжных сионистских организаций.
С 15-летнего возраста Овед увлёкся журналистикой, уже в 1920 году став корреспондентом ежедневной газеты «Доар ха-Йом» и еженедельника Palestine Weekly. Двумя годами позже он уже вошёл в правление газеты «Доар ха-Йом», тогда же изменив фамилию на Бен-Ами (вторая половина которой была образована из первых букв ивритского написания имён самого Оведа, его отца Меира-Матитьяху и деда Иосифа, убитого в Венгрии). Начав журналистскую карьеру как репортёр (в том числе посылая в Иерусалим ежедневные отчёты в дни волнений 1921 года в Яффе и Петах-Тикве), он позже переключился на написание аналитических материалов на темы развития еврейского ишува в Палестине. В 1922 году Бен-Ами был редактором ещё двух периодических изданий — «Ха-Тиква» и «Хед ха-кфарим». Он также играл видную роль в деятельности поселенческого общества «Бней-Биньямин», в 1922 году заняв пост регионального секретаря организации в Петах-Тикве, а с 1924 по 1928 год — генерального секретаря общества в Палестине. Возглавляя поселенческий отдел организации, Бен-Ами руководил усилиями по созданию её первого собственного поселения Кфар-Аарон близ Нес-Ционы (в настоящее время район Нес-Ционы) и поселенческой деятельностью в Герцлии. На XVI Сионистском конгрессе он входил в палестинскую делегацию. Он был также делегатом второго созыва Асефат Нивхарим — выборного органа власти ишува — и членом Ваад Леуми, его исполнительного органа.
В 1928 году, находясь в США с целью сбора денег на новое поселение в Палестине, Бен-Ами и Итамар Бен-Ави приняли решение, что это поселение получит название в честь известного американского филантропа Натана Штрауса — Нетания. В том же году «Бней-Биньямин» приобрели 1400 дунамов земли в долине Шарон у мухтара деревни Ум-Халед, и на этих землях было основано новое поселение. В дальнейшем, когда первые поселенцы укоренились в этих местах, Бен-Ами руководил переориентацией экономики поселения с сельского хозяйства на городское. Он возглавлял совет поселения с 1929 по 1940 год и продолжил возглавлять совет после 1940 года, когда Нетания получила статус муниципалитета.
В 1929 году Бен-Ами был избран председателем Центрального комитета «Бней-Биньямин», участвовал в работе XVII Сионистского конгресса и создании Еврейского агентства (Сохнута) и стал действительным членом исполкома Всемирной сионистской организации. В этом же году он и его единомышленники создали компанию «Ха-Нотеа», задачи которой состояли в сборе денег на создание еврейских поселений в Палестине, приобретении и мелиорации земель, которые затем будут переданы в аренду еврейским репатриантам. В 1932 году в рамках деятельности по еврейскому заселению Палестины Бен-Ами стал одним из основателей поселения Эвен-Йехуда, названного в честь отца современного иврита Элиэзера Бен-Йехуды. В 1937 году Бен-Ами был делегатом XX Сионистского конгресса как член делегации палестинских фермеров.
Одновременно с развитием сельскохозяйственных поселений в Палестине Бен-Ами оказался одним из первых, кто оценил потенциал алмазообрабатывающей промышленности, и предпринял усилия для её развития в Палестине в целом и в Нетании в частности. В 1940 году он стал одним из основателей Объединения предпринимателей алмазной промышленности в Палестине и первым его председателем. Он также стал одним из основателей киноиндустрии в подмандатной Палестине.
В годы, предшествующие Войне за независимость Израиля, Бен-Ами принимал деятельное участие в организации высадки на её побережье нелегальных репатриантов на побережье Нетании, налаживал контакты между различными еврейскими подпольными организациями, добывал для них оружие и боеприпасы. В 1947 году в ходе операции «Агата» британских сил он был арестован и отправлен в тюрьму в Латруне. Вместе с ним были арестованы мэры Тель-Авива, Рамат-Гана и другие общественные деятели ишува. Бен-Ами провёл в заключении 67 дней и был освобождён 10 октября 1947 года.
После создания Государства Израиль Нетания получила статус города в 1948 году, и Бен-Ами официально стал её первым мэром, оставаясь на этом посту до 1957 года. В первые годы после основания Израиля Нетания под руководством Бен-Ами приняла большое количество репатриантов, прибывших в город несколькими волнами. Одновременно с этим Бен-Ами стал одним из основателей общенациональной газеты «Маарив», возглавив её правление. В 1950-е годы, когда правительство Израиля приняло решение о создании нового города Ашдод к югу от Тель-Авива, тогдашний министр финансов Леви Эшколь поручил Бен-Ами и американскому бизнесмену Филиппу Клацнику создать частную компанию, на которую лягут все обязанности по развитию городской инфраструктуры и жилого фонда. Компания получила в собственность от государства территорию в 50 тысяч дунамов, обязавшись в следующие 15-20 лет создать на ней инфраструктуру, достаточную для населения в 250 тысяч человек, включая дорожную сеть, электроснабжение, водопровод и канализацию, больницы и культурные и развлекательные центры. Безраздельный контроль компании «Ашдод» над ситуацией в городе вызвал противодействие со стороны Гистадрута — израильского объединения профсоюзов, что привело сначала к выводу из-под её контроля половины первоначально переданных ей земель, а затем к созданию независимого от неё городского совета. Впоследствии в адрес компании «Ашдод» выдвигались обвинения в том, что она не выполнила взятых на себя обязательств в полном объёме.
В 1960-е годы Овед Бен-Ами ещё дважды избирался мэром Нетании и в последний раз занимал этот пост до 1973 года. К своему 80-летию он получил от города почётный титул основателя. Бен-Ами умер в октябре 1988 года и был похоронен на кладбище Шикун-Ватиким в Нетании. Его пережили три дочери от жены Яффы. В честь Оведа Бен-Ами названы улицы в городах Нетания и Ашдод.